# Bañados de Tichela
Los Bañados de Tichela es un gran humedal o zona pantanosa permanentemente húmeda de Bolivia, cubierta por vegetación arbórea, donde resaltan altas zonas de palmeras, está ubicado al norte del departamento de Santa Cruz y este del departamento del Beni.
La zona se encuentra comprendida entre los ríos San Martín y Negro cubriendo una superficie aproximada de 1300 kilómetros cuadrados. El bosque de la zona está compuesto de especies latifoliadas perennes.